# Contact! (álbum)
Contact! es el segundo álbum de estudio del grupo italiano de música electrónica Eiffel 65, lanzado en 2001. Las canciones de este álbum son muy diferentes en comparación con el debut Europop, de 1999, y tiene influencias del house francés de Daft Punk e incorpora elementos de synthpop.[cita requerida]
La canción más conocida de este disco es "One goal".
Las letras de las canciones son en inglés y un poco de italiano.

## Lista de canciones
1. Lucky (In My Life) – 3:52
2. New Life – 4:45
3. One Goal – 3:37
4. King of Lullaby – 4:39
5. DJ With the Fire – 4:36
6. Crazy – 5:03
7. Far Away – 4:02
8. I Don't Wanna Lose – 4:30
9. Morning Time – 4:42
10. Life Like Thunder – 3:30
11. Back In Time – 3:49
12. Johnny Grey – 3:44
13. Brightly Shines – 4:58
14. Losing You – 4:45
15. People of Tomorrow – 4:12
16. Journey – 4:48
17. World in the World – 3:46 (versión US) (en Europa: 80's Stars, con Franco Battiato - 4:26)

- Datos: Q261632